# Skruvbryum
Skruvbryum (Bryum capillare) är en bladmossart som beskrevs av Johann Hedwig. Skruvbryum ingår i släktet bryummossor, och familjen Bryaceae. Arten är reproducerande i Sverige.